# Patrick Gruber
Patrick Gruber (Brunico, 31 de enero de 1978) es un deportista italiano que compitió en luge en la modalidad doble.
Ganó siete medallas en el Campeonato Mundial de Luge entre los años 2004 y 2016, y nueve medallas en el Campeonato Europeo de Luge entre los años 2004 y 2014.
Participó en cuatro Juegos Olímpicos de Invierno, entre los años 2002 y 2014, ocupando el quinto lugar en Turín 2006, el cuarto en Vancouver 2010 y el sexto en Sochi 2014, en la prueba doble.

## Palmarés internacional
| Campeonato Mundial | Campeonato Mundial         | Campeonato Mundial | Campeonato Mundial |
| Año                | Lugar                      | Medalla            | Prueba             |
| ------------------ | -------------------------- | ------------------ | ------------------ |
| 2004               | Nagano (Japón)             | Medalla de bronce  | Equipo             |
| 2005               | Park City (Estados Unidos) | Medalla de bronce  | Equipo             |
| 2007               | Igls (Austria)             | Medalla de plata   | Equipo             |
| 2011               | Cesana (Italia)            | Medalla de plata   | Doble              |
| 2015               | Sigulda (Letonia)          | Medalla de bronce  | Doble              |
| 2016               | Königssee (Alemania)       | Medalla de bronce  | Doble              |
| 2016               | Königssee (Alemania)       | Medalla de bronce  | Doble (velocidad)  |
| Campeonato Europeo |                            |                    |                    |
| Año                | Lugar                      | Medalla            | Prueba             |
| 2004               | Oberhof (Alemania)         | Medalla de plata   | Doble              |
| 2004               | Oberhof (Alemania)         | Medalla de plata   | Equipo             |
| 2006               | Winterberg (Alemania)      | Medalla de plata   | Equipo             |
| 2006               | Winterberg (Alemania)      | Medalla de bronce  | Doble              |
| 2008               | Cesana (Italia)            | Medalla de oro     | Doble              |
| 2012               | Paramonovo (Rusia)         | Medalla de bronce  | Equipo             |
| 2013               | Oberhof (Alemania)         | Medalla de plata   | Equipo             |
| 2014               | Sigulda (Letonia)          | Medalla de oro     | Doble              |
| 2014               | Sigulda (Letonia)          | Medalla de bronce  | Equipo             |